# Zbrodnia w Bednarowie
Zbrodnia w Bednarowie – zbrodnia dokonana w nocy z 7 na 8 marca 1944 r. (podawana jest też data 13/14 marca 1944) na polskich mieszkańcach wsi Bednarów położonej w powiecie stanisławowskim, popełniona przez oddział Ukraińskiej Powstańczej Armii.
Według wspomnień zgromadzonych przez Stowarzyszenie Upamiętnienia Ofiar Zbrodni Ukraińskich Nacjonalistów, oddział UPA napadł na polskie domy we wsi, ograbił je i spalił. Spalono także kościół parafialny i plebanię. Polaków zabijano bez względu na płeć i wiek. Ustalono 56 nazwisk zamordowanych. Zdaniem Sz. Siekierki, H. Komańskiego i E. Różańskiego w wyniku napadu zginęło około 250 Polaków.